# Chùa Viên Minh
Chùa Viên Minh có thể là:
- Chùa Viên Minh (Bến Tre) ở đường Nguyễn Đình Chiểu, phường 2, thành phố Bến Tre, tỉnh Bến Tre [1]
- Chùa Viên Minh (Phú Xuyên), còn gọi là chùa Quang Lãng hay chùa Giáng, ở xã Quang Lãng huyện Phú Xuyên, Hà Nội [2]
- Chùa Viên Minh (Đồng Nhân) tại phố Hương Viên phường Đồng Nhân quận Hai Bà Trưng, gần đền Hai Bà Trưng (hay Đền Đồng Nhân) và đình làng Đồng Nhân, Hà Nội. [3]
- Chùa Viên Minh (Cao Bằng) ở xóm Đà Quận, xã Hưng Đạo, thành phố Cao Bằng, tỉnh Cao Bằng [4]